# Grundwasserreservoir
Unter dem Grundwasserreservoir versteht man die Gesamtheit des zur Verfügung stehenden Grundwassers im Rahmen des Wasserkreislaufes. Der Wasserkreislauf ist dabei vereinfacht das Zusammenspiel der Verdunstung und des Niederschlages.

## Nationales
In der Bundesrepublik Deutschland beträgt die Menge des gesamt zur Verfügung stehenden Wassers im jährlichen Mittel 290 Mrd. m³/Jahr, wovon ca. 64 Mrd. m³ das Grundwasserreservoir bilden. Etwa eine Milliarde m³ hiervon versickern in tieferen Schichten.
Etwa 8 Milliarden m³ werden zur Deckung des Wasserbedarfs aus dem Grundwasserreservoir entnommen, der weitaus größere Teil aus Oberflächenwasser.